# Bird on a Wire

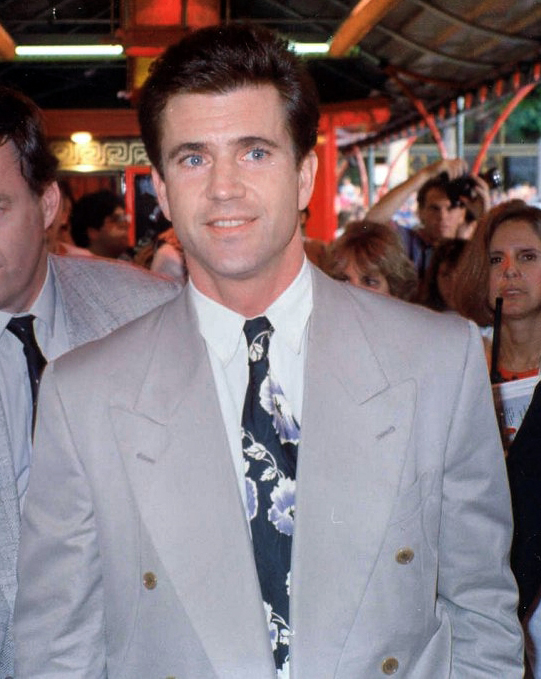
Mel Gibson, protagonista do filme, em 1990

Bird on a Wire (br: Alta tensão / pt: Na corda bamba ) é um filme estadunidense de 1990, do gênero policial, dirigido por John Badham.

## Sinopse
Há quinze anos o policial Rick Jarmin está no Programa de Proteção à Testemunha, porque ajudou a condenar um traficante de drogas, que agora recebeu liberdade condicional e quer se vingar. O policial passa, então, a contar com a ajuda de Marianne, sua ex-noiva, e que pensava que ele tinha morrido em um acidente de avião quinze anos atrás.

## Elenco
- Mel Gibson .... Rick Jarmin
- Goldie Hawn .... Marianne Graves
- David Carradine .... Eugene Sorenson
- Bill Duke .... Albert Diggs
- Stephen Tobolowsky .... Joe Weyburn
- Joan Severance .... Rachel Varney
- Harry Caesar .... Marvin
- Jeff Corey .... Lou Baird
- Alex Bruhanski .... Raun
- John Pyper-Ferguson .... Jamie
- Clyde Kusatsu .... sr. Takawaki